# Conus fennemai
Espèce
Conus fennemai est une espèce fossile de mollusques gastéropodes marins de la famille des Conidae.

## Taxonomie

### Publication originale
L'espèce Conus fennemai a été décrite pour la première fois en 1907 par le malacologiste danois Mattheus Marinus Schepman (d) (1847-1919) dans « Sammlungen des Geologischen Reichs-Museum in Leiden »,.